# Договірний матч
Договірни́й матч — маніпулювання спортивними змаганнями що передбачають умисну домовленість, дії чи бездіяльність, спрямовані на неналежні зміни результату або ходу спортивних змагань, з метою запобігання повністю чи частково непередбачуваному характеру зазначених спортивних змагань з метою отримання будь-якої неправомірної вигоди для себе або для інших.

## Футбол
Корупційні скандали довгі роки супроводжують футбольний бізнес. З появою можливості робити ставки через інтернет ситуація на цьому ринку лише погіршилась. Україна не стоїть обабіч цих процесів.

## У тенісі
При відкритті справи щодо договірного матчу, тенісист зобов'язаний дати свідчення представникам антикорупційного комітету АТП. Він зобов'язаний відповідати на всі питання представників антикорупційного комітету. Це умова організаторів світової серії турнірів. Спортсмен повинен надати роздруківку банківських операцій і телефонних розмов. Покарання за здання матчу — довічна дискваліфікація.
|  | Антикорупційний комітет з'явився зовсім недавно. Коли я виступав, такого органу в тенісі не було. Чому? Бо не було такого явища, як договірні поєдинки. У тоталізатор грали, так. Я міг іти вулицею, а якийсь незнайомець підходив і просив, щоб в я переміг, бо він на мене поставив. Але навмисний програш? До такого ніхто б не додумався. Під корупцією розуміли лише неправильні дії суддів. Поляков Дмитро, цитоване джерело |

Випадки
|  | Ось у 1995 році вибухнув резонансний корупційний скандал. Американський тенісист Джеф Таранго покинув корт Вімблдону і назвав арбітра зустрічі з німцем Александром Мронцом корумпованим. Урешті тенісиста покарали на 63 тисячі доларів. Тоді світ довідався про можливу корупцію в тенісі. Керманичі світового тенісу перейняли досвід футболу та «Формули-1», де вивчають справи, пов'язані з нечесними діями. Мабуть, і теніс став нечесним., подане джерело |